# Pey Berland
Pour les articles homonymes, voir Berland.
Pey Berland (1375-1458) est un homme d'Église français des XIVe et XVe siècles. Il est archevêque de Bordeaux de 1430 à 1456.

## Présentation
Il naquit en 1375 à Saint-Raphaël (sur la commune d'Avensan) dans le Médoc. Raimond de Bruges, un notaire, lui enseigna dans sa jeunesse les rudiments du savoir. À la mort de son père, il fut placé à Bordeaux afin de recevoir l'enseignement nécessaire à la profession cléricale. Puis, il fut envoyé à l'université de Toulouse où l'archevêque Francesco Uguccione le prit à son service. Au décès de son mentor, il rentra à Bordeaux où il se vit confier par le chapitre la cure de Bouliac. Puis, après avoir eu la responsabilité de secrétaire et de trésorier adjoint du chapitre, il fut élu le 13 août 1430 archevêque de Bordeaux.
Cet homme d'église marqua l'histoire de la ville de Bordeaux au Moyen Âge par son action. En effet, l'Aquitaine, duché dont le seigneur était aussi roi d'Angleterre, connaissait alors une crise matérielle, morale et économique dont l'église subit les répercussions (la vie religieuse fut bouleversée, les églises furent pillées, le culte négligé). Pey Berland lutta pour rétablir l'image de l'Église dans son diocèse. C'est ainsi qu'il fit entreprendre la réfection de l'église paroissiale de Bouliac. Il tint également à faire placer des bas-reliefs dans l'église Saint-Pierre d'Avensan, mais le plus célèbre monument qu'il fit élever reste la célèbre tour qui porte son nom, construite derrière l'abside de la cathédrale Saint-André à Bordeaux.
Il est en outre à l'initiative de la création de l'université de Bordeaux, de l'hôpital Saint-André, et de plusieurs collèges dans la ville.